# Movimento Fascista das Mulheres Russas

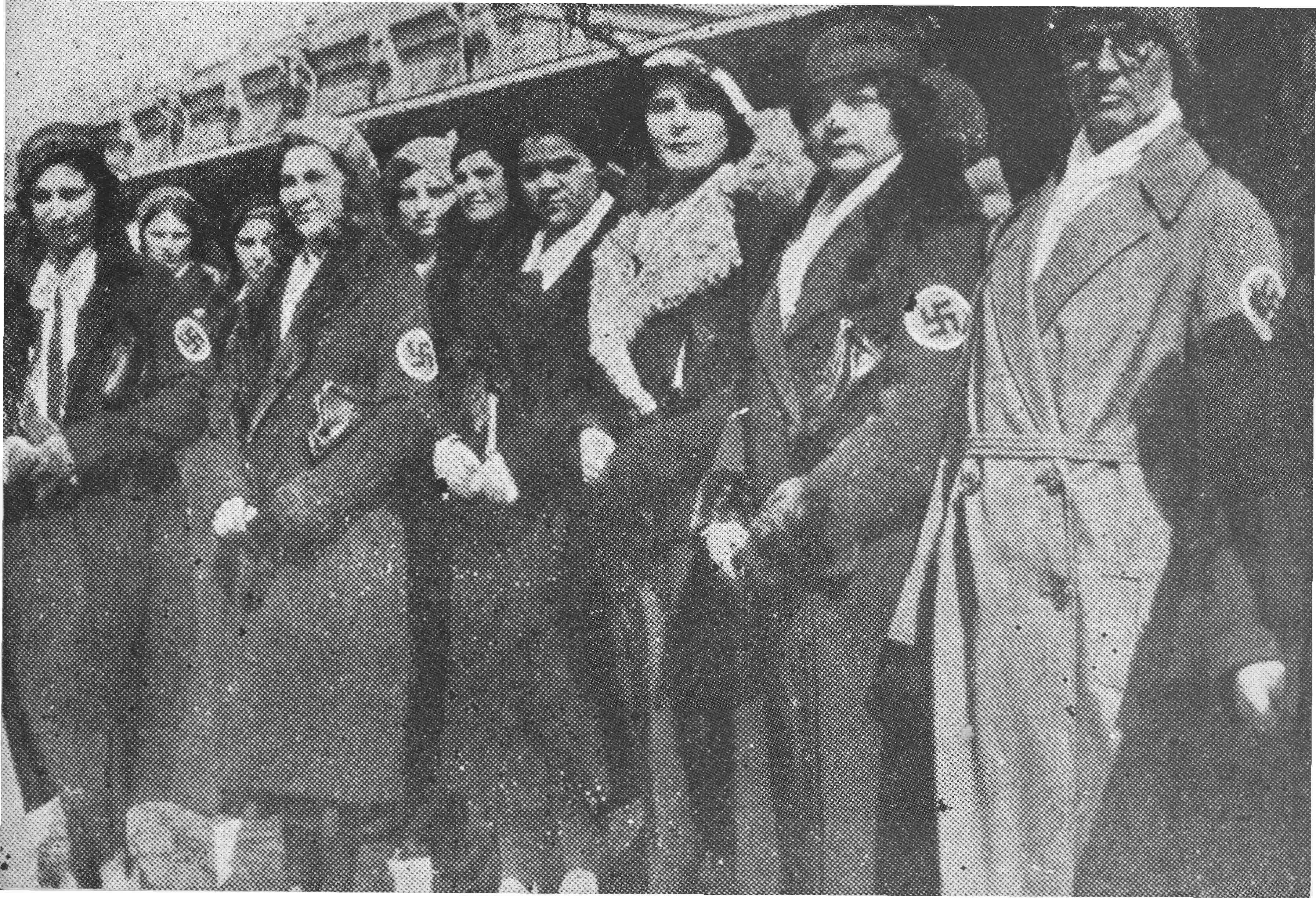
Membros da RGFD se encontram na estação ferroviária de Harbin, Anastasy Vonsyatsky em 1934.

O movimento fascista das mulheres russas (em russo:  Российское Женское Фашистское Движение (Rossiiskoye Zhenskoye Fashistskoye Dvizheniye)) foi a ala feminina do Partido Fascista de toda a Rússia. Foi criada em Harbin, no estado de Manchukuo (controlado pelo Império Japonês nesta época), para unir as mulheres exiladas da Rússia que acreditavam em Deus e desejavam um "lar amoroso e trabalho respeitável"[carece de fontes?]. Ideologicamente, o Movimento fascista das mulheres russas (RGFD) adere ao fascismo russo, seguindo o slogan principal dos fascistas russos "Deus, Pátria, Trabalho". Elas apoiaram a Rússia do Trabalho Nacional, que foi construída sobre um sistema corporativo do fascismo russo em que as mulheres iriam conseguir os seus "devidos lugares" na lei como as portadoras da ideia de beleza e como as guardiãs da casa.
O Movimento fascista de mulheres russas serviu como uma seção autônoma do Partido Fascista de toda a Rússia (VFP), com sua política fornecida pela orientação do RGFD e aprovada pelo Chefe do VFP. O Centro de Direção da RGFD era estabelecido nos congressos da VFP. A liderança geral do movimento pertencia ao chefe do VFP, que liderava por meio do Centro de Gerenciamento RGFD. Os regulamentos que regiam o centro RGFD entravam em vigor somente após a aprovação do Chefe VFP.
O Centro de Direção da RGFD consistia de uma presidente, que era considerada a presidente do RGFD como um todo. Ele também tinha uma deputada, uma secretária, que era considerada como a Secretária do RGFD em geral, uma tesoureira e as chefes de dois departamentos, o departamento de propaganda e o departamento de treinamento.
As organizações locais da RGFD consistiam de vários grupos de simpatizantes fascistas, candidatos e membros ativos. Elas eram conhecidos como focos do Partido Fascista e eram formados por grupos de duas a cinco pessoas que cobriam uma determinada área. O centro era dirigido por uma área principal conhecida como o bairro diretor, onde a chefia de departamento, nomeada pelo supervisor pai e aprovada pelo governo central RGFD, era localizado. Cada chefe de departamento respondia ao chefe do departamento de mesmo nome no VFP.
O uniforme do Movimento das Mulheres russas fascista era uma blusa branca, saia preta, sobretudo preto e uma suástica na manga esquerda. 